# Paralelo 28 N
O paralelo 28 N é um paralelo que está 28 graus a norte do plano equatorial da Terra.
No México este paralelo define a fronteira entre os estados da Baja California e Baja California Sur.
Começando no Meridiano de Greenwich na direcção leste, o paralelo 28 N passa sucessivamente por:
| País, território ou mar | Notas |
| ----------------------- | --- |
| Argélia                 | |
| Líbia                   | |
| Egito                   | |
| Mar Vermelho            | Golfo do Suez |
| Egito                   | Península do Sinai |
| Mar Vermelho            | Estreitos de Tiran |
| Arábia Saudita          | Ilha Tiran |
| Mar Vermelho            | |
| Arábia Saudita          | |
| Golfo Pérsico           | |
| Irão                    | |
| Paquistão               | |
| Índia                   | |
| Paquistão               | |
| Índia                   | |
| Nepal                   | |
| China                   | |
| Nepal                   | |
| China                   | |
| Nepal                   | |
| China                   | O Monte Everest fica próximo do ponto onde o paralelo cruza a fronteira China-Nepal                                                                                          |
| Índia                   | |
| China                   | |
| Butão                   | |
| China                   | |
| Butão                   | |
| China                   | |
| Índia                   | Arunachal Pradesh, parcialmente reclamado pela China |
| Myanmar (Birmânia)      | |
| China                   | |
| Mar da China Oriental   | |
| Japão                   | Passa entre as Ilhas Amami |
| Oceano Pacífico         | Passa a norte das Ilhas Bonin, Japão · Passa a sul do Atol Midway, Ilhas Menores Distantes dos Estados Unidos · Passa a norte do Atol Pearl e Hermes, Hawaii, Estados Unidos |
| México                  | Define a fronteira entre Baja California e Baja California Sur |
| Golfo da Califórnia     | |
| México                  | |
| Estados Unidos          | Texas |
| Golfo do México         | |
| Estados Unidos          | Flórida |
| Oceano Atlântico        | |
| Espanha                 | Ilhas Tenerife e Gran Canaria |
| Oceano Atlântico        | |
| Marrocos                | |
| Argélia                 | |